# Podhorszky Lajos
Podhorszky Lajos (Feketelehota, 1815. – Párizs, 1891. augusztus 26.) nyelvész; a Magyar Tudományos Akadémia levelező tagja (1858).

## Pályája
Apja lelkész volt és „Szubszilványi” családi nevét szláv ajkú hívei kedvéért „Podhorszky”-ra változtatta. Fiát latin, görög, héber nyelvre és zenére is tanította. Podhorszky Lajos tanulmányait Sajógömörön, Lőcsén, Késmárkon és Selmecbányán végezte, ahol angolul és franciául is megtanult, valamint vívással foglalkozott. Ez idő alatt egy-két évig a Zólyom vármegyében élő Beniczky családnál dolgozott nevelőként. Apja váratlan halála (1836) után a nyolc gyermekkel özvegyen maradt anyja közelében, Berzétén lett zongoratanár, hogy anyját és testvéreit anyagilag támogatni tudja. Eközben a nyelvek és a néprajz tanulmányozása valóságos szenvedélyévé vált. 
1838–1840-ben Kempelen báró családjánál volt nevelő, 1840–1841-ben Pesten vívómesterként dolgozott. 1841-ben az akkori híres vívómesterrel, Chapponnal történt versenyvívásnál a jelen lévő Széchenyi István Béla és Ödön fiaihoz hat évre felfogadta nevelőnek. Már a szanszkrit, az ó-skót és a skandináv nyelvekkel is foglalkozott, amikor Széchenyi felhívta figyelmét a finn nyelvre és annak a magyarral való esetleges kapcsolatára. Podhorszky így tanulmányozni kezdte Oroszország finnugor népeinek őstörténetét és földrajzi viszonyait. 
A finnugor népek nyelvének vizsgálata közben úgy találta, hogy „az eredeti törzsszavak gazdagsága a magyarban nagyobb, mint bármely finnugor nyelvben”. Úgy vélte, hogy „e népeknek egy erős állandó törzsének kellett lennie, melynek helyét az Altaj-hegységen innen megállapítani lehetetlen”.
Podhorszky vizsgálódásait 1848-ban a forradalom szakította meg, nevelői szerződése is lejárt. Miután Széchenyit Döblingbe kisérték, ő beállt honvédnek és Klapka táborában lett vívómester. 1849-ben török földre menekült. Belgrádban Karagyorgyevics Sándor fejedelem mint kiváló szláv nyelvészt szívesen fogadta, Podhorszky Lajos pedig a török nyelvet kezdte tanulmányozni.  Ekkor már úgy gondolta, hogy a magyar az indoeurópai nyelvekhez tartozik. Ehhez a kínai nyelvet és irodalmat akarta tanulmányozni, ezért Párizsba utazott, ahol a Bibliothèque Nationale kelet-ázsiai könyvgyűjteményének rendezésével és katalogizálásával bízták meg. 1850–1851-ben fogott a kínai nyelv és a nép ősi történelmének tanulmányozásához, közben a japán, a koreai és a mandzsu nyelvet is megismerte. 
A hunok történelméből egy hun–magyar őstörténetet alkotott magának, ám erről csak beszélgetésekben tett említést, mert korábbi elképzeléseit többször gúny tárgyává tették. Francia és angol szövegű kelet-ázsiai szótárt kezdett írni, de munkájára nem talált kiadót. Könyvtárnokként felajánlotta szolgálatait a Magyar Tudományos Akadémiának, amit az akadémia ugyan nem fogadott el, de 1858. december 15-én megválasztotta őt levelező tagjának. 
1858-ban egy összehasonlító magyar és kelet-ázsiai kisszótár kiadását ajánlotta az akadémiának, de ezt sem fogadták el. Válságos időszak után végül felhagyott nyelvi kutatásaival, és elfogadta a száműzött szerb fejedelem, Karagyorgyevics korábbi ajánlatát, hogy legyen két fiának nevelője. A fiúkkal 1859-ben Grazban lakott, később utazásokat is tett velük. Házasságot kötött a görög származású Theodoky Diantinával, de súlyos pénzzavarba került. Lónyay Menyhért közbenjárásával Pesten az északkeleti vasút igazgatóságánál kapott titkári állást. 
Gyakori  dührohamai miatt rövid gyógykezelésre szorult, közben házassága felbomlott, és állását elveszítette. Fiával Párizsban telepedett le, ahol főként nagy nyelvtudásából élt (több mint 20 nyelven beszélt): magánórákat adott, idegenvezetést vállalt, idegen nyelvekből fordított. Franciára fordította Az ember tragédiáját. Számos európai és ázsiai tudóssal levelezett. Vasárnaponként Türr István tábornok vendége volt. Amikor Bécsben járt, elgázolta egy omnibusz, emiatt hetekig feküdt kórházban. Keresőképtelenül, 1885-től a magyar írók segélyegyletének segélyéből élt, közben több híres tudóssal levelezett. Utolsó barátai egyike Frédéric Mistral, a provence-i költő volt.

## Művei
- Iliade chant premier traduit en Française du XlII-me siècle par E. Littré et redigé. Párizs, 1876.
- Etymologisches Wörterbuch des magyarischen Sprache genetisch aus chinesischen Wurzeln und Stämmen erklärt. Párizs, 1876–77.